# Tratado de Londres (1867)
O Tratado de Londres (em inglês: London Treaty), freqüentemente chamado de Segundo Tratado de Londres após o Tratado de 1839, concedeu a Luxemburgo total independência e neutralidade. Foi assinado em 11 de maio de 1867, após a Guerra Austro-Prussiana e a Crise de Luxemburgo. Teve consequências de amplo alcance para Luxemburgo e para as relações entre as grandes potências da Europa.